# Nagykanizsai járás
A Nagykanizsai járás Zala vármegyéhez tartozó járás Magyarországon, amely 2013-ban jött létre. Székhelye Nagykanizsa. Területe 907,91 km², népessége 78 022 fő, népsűrűsége pedig 86 fő/km² volt 2013 elején. 2013. július 15-én két város (Nagykanizsa és Zalakaros) és 47 község tartozott hozzá.
A Nagykanizsai járás a járások 1983-as megszüntetéséig is létezett, és székhelye az állandó járási székhelyek kijelölésétől (1886) kezdve mindvégig Nagykanizsa volt.

## Települései
| Település         | Rang (2013. július 15.) | Közös hivatal | Kistérség (2013. január 1.) | Népesség (2013. január 1.) | Terület (km²) |
| ----------------- | ----------------------- | ------------- | --------------------------- | -------------------------- | ------------- |
| Nagykanizsa       | megyei jogú város       |               | Nagykanizsai                | 49 070                     | 148,4         |
| Zalakaros         | város                   | Zalakaros     | Zalakarosi                  | 1 849                      | 17,17         |
| Alsórajk          | község                  | Felsőrajk     | Pacsai                      | 358                        | 8,45          |
| Balatonmagyaród   | község                  | Zalakomár     | Zalakarosi                  | 456                        | 31,53         |
| Belezna           | község                  | Eszteregnye   | Nagykanizsai                | 748                        | 30,93         |
| Bocska            | község                  | Eszteregnye   | Nagykanizsai                | 313                        | 7,38          |
| Börzönce          | község                  | Eszteregnye   | Nagykanizsai                | 54                         | 5,6           |
| Csapi             | község                  | Nagyrécse     | Nagykanizsai                | 169                        | 10,11         |
| Eszteregnye       | község                  | Eszteregnye   | Nagykanizsai                | 686                        | 20,09         |
| Felsőrajk         | község                  | Felsőrajk     | Pacsai                      | 762                        | 20,55         |
| Fityeház          | község                  | Murakeresztúr | Nagykanizsai                | 649                        | 6,5           |
| Fűzvölgy          | község                  | Eszteregnye   | Nagykanizsai                | 124                        | 3,14          |
| Galambok          | község                  | Galambok      | Zalakarosi                  | 1 244                      | 25,91         |
| Garabonc          | község                  | Gelse         | Zalakarosi                  | 715                        | 18,56         |
| Gelse             | község                  | Gelse         | Zalakarosi                  | 1 118                      | 22,46         |
| Gelsesziget       | község                  | Gelse         | Nagykanizsai                | 268                        | 4,98          |
| Hahót             | község                  | Hahót         | Nagykanizsai                | 1 066                      | 39,01         |
| Homokkomárom      | község                  | Eszteregnye   | Nagykanizsai                | 193                        | 16,7          |
| Hosszúvölgy       | község                  | Eszteregnye   | Nagykanizsai                | 167                        | 3,6           |
| Kacorlak          | község                  | Gelse         | Nagykanizsai                | 197                        | 7,6           |
| Kerecseny         | község                  | Felsőrajk     | Zalakarosi                  | 237                        | 12,83         |
| Kilimán           | község                  | Gelse         | Zalakarosi                  | 237                        | 5,72          |
| Kisrécse          | község                  | Zalakomár     | Zalakarosi                  | 189                        | 3,42          |
| Liszó             | község                  | Surd          | Nagykanizsai                | 369                        | 25,91         |
| Magyarszentmiklós | község                  | Szepetnek     | Nagykanizsai                | 255                        | 4,19          |
| Magyarszerdahely  | község                  | Hahót         | Nagykanizsai                | 528                        | 16,22         |
| Miháld            | község                  | Nagyrécse     | Zalakarosi                  | 786                        | 21,64         |
| Murakeresztúr     | község                  | Murakeresztúr | Nagykanizsai                | 1 741                      | 11,71         |
| Nagybakónak       | község                  | Nagyrécse     | Nagykanizsai                | 408                        | 17,94         |
| Nagyrada          | község                  | Gelse         | Zalakarosi                  | 465                        | 12,85         |
| Nagyrécse         | község                  | Nagyrécse     | Nagykanizsai                | 1 083                      | 26,99         |
| Nemespátró        | község                  | Surd          | Nagykanizsai                | 286                        | 12,25         |
| Orosztony         | község                  | Felsőrajk     | Zalakarosi                  | 422                        | 18,45         |
| Pat               | község                  | Galambok      | Zalakarosi                  | 226                        | 8,33          |
| Pölöskefő         | község                  | Hahót         | Nagykanizsai                | 390                        | 12,32         |
| Pötréte           | község                  | Felsőrajk     | Pacsai                      | 245                        | 14,12         |
| Rigyác            | község                  | Eszteregnye   | Nagykanizsai                | 391                        | 15,36         |
| Sand              | község                  | Galambok      | Zalakarosi                  | 404                        | 7,48          |
| Sormás            | község                  | Surd          | Nagykanizsai                | 872                        | 16,37         |
| Surd              | község                  | Surd          | Nagykanizsai                | 615                        | 21,94         |
| Szepetnek         | község                  | Szepetnek     | Nagykanizsai                | 1 589                      | 30,39         |
| Újudvar           | község                  | Szepetnek     | Nagykanizsai                | 960                        | 16,31         |
| Zalakomár         | nagyközség              | Zalakomár     | Zalakarosi                  | 2 982                      | 54,88         |
| Zalamerenye       | község                  | Zalakaros     | Zalakarosi                  | 173                        | 13,99         |
| Zalasárszeg       | község                  | Zalakomár     | Zalakarosi                  | 126                        | 3,04          |
| Zalaszabar        | község                  | Zalakaros     | Zalakarosi                  | 560                        | 16,95         |
| Zalaszentbalázs   | község                  | Eszteregnye   | Nagykanizsai                | 838                        | 20,99         |
| Zalaszentjakab    | község                  | Galambok      | Zalakarosi                  | 321                        | 7,01          |
| Zalaújlak         | község                  | Nagyrécse     | Zalakarosi                  | 118                        | 9,64          |

## Története
Az 1848-as szabadságharc után az 1849 előtti zalai járásokból csak hármat, a zalaegerszegit, a nagykapornakit és a tapolcait hagyták meg. A területileg kisebb megyében is hat járást hoztak létre. A már említett három járáson kívül kialakították a sümegit, az alsólendvait és a nagykanizsait.

### A nagykanizsai járás főszolgabírái
- Farkas Károly Benjamin, kisbarnaki (1849. november–1854. március 30.) (Cs. kir. főbíró)
- Gózony Ferenc (1854. március 31.–1861. január) (Cs. kir. főbíró)
- Kováts János (1872. január 9.–1878. január 3.)
- Svastits Károly, bocsári (1878. január 4.–1896. április 29.)
- Viosz Ferenc, nemesvitai (1896. május 12.–1918. június 11.) (†)
- Koller István, nagymányai (1918. szeptember 9.–1919. október 1.)
- Gyömörey István, gyömörei és teölvári, dr. (1920. május 10.–1927. február 15.)
- Botka Andor, névedi (1927. február 15.–1929. november 10.)
- Lontay (Laubhaimer) Alán, dr. (1929. december 9.–1944. július 14.)
- Krasznay (Kurcz) István, dr. (1944. július 24.–1944. november 28.)
- Lontay (Laubhaimer) Alán, dr. (1944. november 27.–1945. április 5.)
- Kovács László, dr. (1945. április 5.–1945. április 18.?)
- Fodor László, dr. (1945. április 18.–1946. június 1.)
- Józsa János, dr. (1946. június 1.–1946. augusztus 24.)
- Monostori Tibor (1946. szeptember 2.–1948. július 23.)
- Fülöp Gyula, dr. (1948. december 28.–1950?)
- Fehér Lajos (1950. június 1.–1950. augusztus 15.)

### A nagykanizsai járás (al)szolgabírái
- Erdélyi György (1878. január 4.—1878. november 18.)
- Unger Alajos (1878. november 18. — 1883. május 7.)
- Merkly Antal (1883. május 7.—1896. október 1.)
- Gaál Ernő (1896.—1897.)
- Dienes Sándor (1897.—1912.)
- Gyömörey István, gyömörei és teölvári, dr. (1912. május 13.—1920. május 10.)
- Laubhaimer (Lontay) Alán, dr. (1921.  december 12.—1929. december 9.)
- Forintos László, forintosházi, dr. (1928.  december 10.—1932. január 1.)
- Buzás Béla, dr. (1930. május 1.—1933. április 1.)
- Székely Emil, ifj. (1932. október 1.—1932. december 13.)
- Ujfalussy István (1933. április 1.—1936. április 1.)
- Zarubay Lóránt, dr. (1935. július 1.—1940. február 1.)
- Csete Antal, dr. (1936. május 1.—1938. május 11.) (†)
- Sebestyén József, dr. (1940. augusztus 1.—1946. augusztus 31.)
- Bittera Béla, dr. (1942. április 15.—1942. december 1.)
- Krasznay (Kurcz) István, dr. (?) (1944. július 14.—1946. január 1.) (?)
- Monostori Tibor, dr. (1945. július 25.— 1946. szeptember 2.)
- Beznicza István, dr. (1945. augusztus 1. — 1946. augusztus 28.)
- Józsa János, dr. (1946. június 2.—1946. augusztus 26.)
- Czoma Antal, dr. (1947. május 2.—?)
- Marton Sándor (1950. június—1950. augusztus 15.)